# Сабитов, Камиль Басирович
Камиль Басирович Сабитов (род. 15 мая 1951, Елимбетово, Башкирская АССР) — математик, член-корреспондент АН РБ (2006), доктор физико-математических наук (1992), профессор (1993), отличник образования Республики Башкортостан (1996), заслуженный деятель науки Республики Башкортостан (1999), почетный работник высшего профессионального образования РФ (2001), заслуженный деятель науки РФ (2014), награжден медалью "За заслуги перед городом Стерлитамаком" (2017), награжден медалью "За трудовую доблесть" (2021).

## Биография
Сабитов Камиль Басирович родился 15 мая 1951 года в д. Елимбетово Стерлибашевского района БАССР.
В 1973 году окончил Стерлитамакский государственный педагогический институт по специальности "Математика и физика".
Сабитов К.Б. защитил канд. диссертацию «Краевые задачи для уравнений смешанного типа с характеристическим вырождением» в 1980 г. в г. Куйбышев по специальности 01.01.02 под рук. проф., д.ф.-м.н. Пулькина С.П.
В 1988 -1991 гг. прошел докторантуру при кафедре общей математики (зав. кафедрой акад. РАН Ильин В.А.) факультета ВМиК МГУ им. М.В. Ломоносова. В 1992 г. защитил докторскую диссертацию по теме «Некоторые вопросы качественной и спектральной теории уравнений смешанного типа» (научный консультант Е.И. Моисеев) при поддержке А.В. Бицадзе, В.А. Ильина.
С 1992 г. работал в Стерлитамакском государственном педагогическом институте (СГПИ) деканом физико-математического факультета (1992—2007). Еще с 1981 года на базе физико-математического факультета СГПИ он организовал и руководил научным семинаром по теории дифференциальных уравнений. Из участников семинара более 50 человек закончили аспирантуру, из них более 40 успешно защитили диссертации. В 1994 году по его инициативе впервые в истории СГПИ на базе физико-математического факультета открыта аспирантура по 3-м специальностям: 01.01.02 - дифференциальные уравнения; 01.02.05 - механика жидкости, газа и плазмы; 01.04.15 - молекулярная физика и теплофизика.
Как декан физико-математического факультета особое внимание уделял созданию центра  новых  информационных технологий, научно-исследовательских лабораторий и семинаров при кафедрах. За годы его деканства были созданы 5 новых кафедр. Факультет значительно вырос в научном отношении, остепененность преподавателей достигла 90%.
С 1995 г. директор-организатор, а с 1996 г. директор Стерлитамакского филиала Академии наук Республики Башкортостан (АН РБ).
В г. Стерлитамак к 1995 г. сложился достаточно высокий научный потенциал, в связи с чем при поддержке мэра г. Стерлитамак Ахметова С.Г., институтов (СГПИ, СФ УГНТУ, СФ БГУ) и крупных промышленных предприятий химии и нефтехимии в 1995 году на Общем собрании АН РБ при поддержке тогдашнего Президента АН РБ академика РАН Нигматулина Р.И. было принято решение о создании в г. Стерлитамак филиала АН РБ.
В 1996 году вышло постановление правительства РБ "Об открытии в городе Стерлитамак филиала АН РБ" для решения научных задач в области экологии, конверсии, природопользования и здравоохранения, создания новых технологий, подготовки научно-педагогических кадров, а также проведения фундаментальных исследований в области социально-гуманитарных и медико-биологических наук, математического моделирования сложных естественно-научных систем, плазмохимических технологий, в целях социально-экономического развития Юго-западного региона РБ.
В составе Стерлитамакского филиала АН РБ были созданы 5 отделов и 19 лабораторий на базе Вузов и НТЦ крупных предприятий южного региона РБ. За годы деятельности филиала (института) совместно вузами региона защищены 40 докторских и более 180 кандидатских диссертаций, проведены 13 научных конференций регионального, 15 - всероссийского, 7 - международного уровня, школы и совещания-семинары. Издано 55 сборников научных трудов, 87 монографий, 204 учебников, 7102 статей в центральной и зарубежной печати, более 300 патентов на изобретения и десятки разработок внедрены в производство.
В 2003 году при поддержке академиков РАН Р.И.Нигматулина и В.А. Ильина при СГПИ был открыт диссертационный совет на соискание учёной степени кандидата наук по специальностям 01.01.02 - дифференциальные уравнения, 05.13.18 - математическое моделирование, комплексы программ, численные методы, на котором защитились 40 соискателей из разных городов РФ.
Основные научные направления работ Сабитова К.Б.: математика дозвуковой и околозвуковой газовой динамики, краевые задачи дифференциальных уравнений смешанного типа, интегральные уравнения, специальные функции.
Им подготовлено 35 кандидатов физико-математических наук. При его поддержке защищены 6 докторских диссертаций.
Основные его научные результаты:
– установлен впервые эффект влияния гиперболической части уравнений смешанного типа на корректность задачи Трикоми; для доказательства существования обобщенного решения задачи Трикоми для общих уравнений и некоторых систем уравнений смешанного типа разработан альтернирующий метод типа Шварца;
– развивая метод вспомогательных функций Моравец получены новые теоремы единственности решения задачи Франкля и обобщенной задачи Трикоми для важных классов уравнений смешанного типа, моделирующих трансзвуковые течения;
– окончательно решены проблемы единственности решения задачи Франкля и обобщенной задачи Трикоми в варианте Л.В. Овсянникова  и задача Трикоми для уравнения Чаплыгина, для которого были поставлены эти задачи в теории сопла Лаваля;
– найдены собственные значения и соответствующие собственные функции спектральной задачи Франкля для операторов Лаврентьева-Бицадзе, Чаплыгина и показаны её применения;
– установлены экстремальные свойства решений разностных аналогов систем уравнений смешанного типа и на их основе получены теоремы об однозначной разрешимости разностных задач Трикоми и Геллерстедта;
– установлены критерии единственности и достаточные условия разрешимости локальных граничных задач (задачи Дирихле, Неймана и др.) и нелокальных краевых задач (с условиями Бицадзе-Самарского, Самарского-Ионкина и др.) для уравнений смешанного типа в прямоугольной области;
– впервые поставлены обратные задачи для уравнений смешанного типа и установлены критерии единственности и достаточные условия их однозначной разрешимости в прямоугольных областях;
– впервые поставлены прямые и обратные задачи для дифференциальных уравнений высоких порядков, найдены условия однозначной разрешимости и изучены их качественные свойства.
Он – организатор многих международных, всероссийских и региональных научных конференций, является руководителем научных грантов АН РБ, Минобрнауки РФ, РФФИ и РНФ.
Сабитов К.Б. читает лекции по математическому анализу, дифференциальным уравнениям, уравнениям математической физики. Для студентов и аспирантов написал 3 учебные пособия:
1. Функциональные, дифференциальные и интегральные уравнения. М.: Высш. шк. 2005. 671 с.
2. Основные элементарные функции. М.: Высшая школа. 2010. 171 с. (соавтор Сабитова Ю.К.).
3. Уравнения математической физики (учебник). М.: ФИЗМАТЛИТ. 2013. 352 с. (изд.2).
4. Вариационное исчисление и его приложения (учебное пособие). М.: Лаборатория знаний, 2025. 176 с.
Сабитов К.Б. – член редколлегии журналов «TWMS Journal of Pure and Applied Mathematics»; «Azerbaijan journal of mathematics»; «Вестник АН РБ»; «Вестник СамГТУ. Серия физ.-мат. науки»; «Многофазные системы» и др.;
член диссертационных советов при Казанском Федеральном университете (Д212.081.10) и Белгородском национально-исследовательском университете (Д212.015.08).

## Труды
Сабитов Камиль Басирович — автор более 300 научных работ.
1. Уравнения математической физики (учебное пособие). М.: Высшая школа, 2003. 255 с. (1-е издание).
2. Уравнения математической физики (учебник). М.: Физматлит, 2013. 352 с. (2-е издание).
3. Уравнения математической физики (учебник). М.: Лаборатория знаний, 2024. 569 с. (3-е издание, перераб. и доп.).
4. Основные элементарные функции. М.: Высшая школа. 2010. 171 с. (соавтор Сабитова Ю.К.)
5. Функциональные, дифференциальные и интегральные уравнения (учебное пособие). М.: Высшая школа, 2005. 671 с.
6. К теории уравнений смешанного типа с двумя линиями изменения типа (монография). Уфа: Гилем, 2006. 150 с. (соавторы Биккулова Г.Г., Гималтдинова А.А.).
7. К теории уравнений смешанного типа (монография). М.: Физматлит, 2014. 304 с.
8. Прямые и обратные задачи для уравнений смешанного параболо-гиперболического типа (монография). М.: Наука, 2016. 272 с.
9. Обратные задачи для уравнений математической физики (монография). М.: Наука, 2023. 288 с.
10. Вариационное исчисление и его приложения (учебное пособие). М.: Лаборатория знаний, 2025. 176 с.

## Награды и звания
Отличник образования Республики Башкортостан (1996), заслуженный деятель науки Республики Башкортостан (1999), почетный работник высшего профессионального образования РФ (2001), заслуженный деятель науки РФ (2014), награжден медалью "За заслуги перед городом Стерлитамаком" (2017), награжден медалью "За трудовую доблесть" (2021).